# Sveta Nedelja (Isztria)
 Sveta Nedelja  (korábban Sveta Nedilja, Nedešćina, Sv. Nedelja na Labinšćine, olaszul: Santa Domenica) község Horvátországban, Isztria megyében. Közigazgatásilag Cere, Eržišće, Frančići, Jurazini, Kraj Drage, Mali Golji, Mali Turini, Marići, Markoci, Nedešćina (községközpont), Paradiž, Ružići, Santalezi, Snašići, Sveti Martin, Štrmac, Šumber, Veli Golji, Veli Turini, Vrećari és Županići települések tartoznak hozzá.

## Fekvése
Az Isztriai-félsziget keleti felén, Labintól 5 km-re északra fekszik, községközpontja 1993-óta Nedešćina. A község területe felöleli Labin város északi előterét a tágabb értelemben vett Labinštinát nyugaton egészen a Raša völgyéig.

## Története
Sveta Nedelja fejlődése a kora középkorban kezdődött, amikor területe az aquileiai pátriárka birtoka volt. A 9. – 10. században a birtok különböző német nemesi családoké lett, majd 1207-től 1420-ig újra a pátriárka volt a hűbérura. Ebben az időszakban építették a šumberi várat, mely a horvát kulturális örökség része lett. A 13. század végéig a bencések Szentháromság apátsága állt ezen a helyen. A fennmaradt isztriai határleírásból (1325) tudható, hogy a Szentháromság egyháza három jelentős közösséggel, Šumberrel, Labinnal és Plominnal volt határos. Labin és környéke a félsziget nagyobb részével együtt 1420-ban a Velencei Köztársaság uralma alá került.
A város környéke ebben az időben gazdag labini nemes családok birtoka volt, akik a 16. és 17. században a városban reprezentatív palotákat, a körülötte fekvő birtokokon pedig gazdasági épületeket emeltek. Ebben az időszakban 1632-ben keletkezett a Labintól különálló Sveta Nedelja plébánia. A mai Sveta Nedelja község területén akkoriban a Sveta Nedelja és a Sveti Martin plébánia osztozott. Velence bukása után az Isztriával együtt francia megszállás alá került, majd az I. világháború végéig a Habsburg birodalom része volt. Fejlődésére nagy hatással volt a bányászat megindulása a 19. század végén. Ebben az időben új aknát nyitottak Štrmac határában és a faluból kis bányász település lett. Sveta Nedelja lakói kézművességgel, kereskedelemmel, vállalkozásokkal foglalkoztak, de sokan jártak be dolgozni Labinba is. A kisebb falvakban főként mezőgazdaságból és bányászatból éltek.
Az első világháború után Olaszország része lett, majd a második világháborút követően Jugoszláviához csatolták. A mai Sveta Nedelját a háború után szervezték önálló községgé, ez volt annak a hét községnek az egyike, mely az egykori Labini járás területén alakult. 1955-ben a Labini járást újjászervezték és magában foglalta  az egész Labinštinát, beleértve Sveta Nedelja területét is. Jelentősége az 1950-es évek közepe, az adriai főút megépítése után csökkent, mivel távol esett a forgalmas utaktól.
Jugoszlávia felbomlása után 1991-ben a független Horvátország része lett. 1993-ban a Labini járásból Kršan, Raša és Pićan mellett újra megalakult Sveta Nedelja község. A község területén két alapiskola található, ahol horvát és olasz nyelven folyik az oktatás.

## Nevezetességei
- Sveta Nedelja plébániáját 1632-ben alapították. A Szentháromság tiszteletére szentelt plébániatemplom Nedešćinán áll, 1897-ben épült a régi plébániatemplom helyén.
- A község híres vásárairól is, melyeket Szent Antal ünnepén június 13-án és október 16-án tartanak, amikor híres állatvásárt rendeznek itt.